# Hans Stam
Hans Stam (Cirebon, 2 aprile 1919 – L'Aia, 25 giugno 1996) è stato un pallanuotista olandese, vincitore di una medaglia di bronzo all'olimpiade di Londra 1948.